# إزروالن (سنادة)
إزروالن هي إحدى مشيخات المملكة المغربية، تتبع جغرافيا لإقليم الحسيمة وإداريًا لسنادة. يقدر عدد سكانها بـ 4706 نسمة حسب الإحصاء الرسمي للسكان والسكنى لسنة 2004.